# Push It (песня Static-X)
«Push It» (рус. Выдвигайте Это) — первый сингл метал-группы Static-X с дебютного альбома Wisconsin Death Trip, выпущенный 23 марта 1999 года на лейбле Warner Bros Records. Сингл «Push It» был выпущен в 1999 году, 18 января того же года вышел макси-сингл. «Push It», вместе с «I’m With Stupid», одна из самых известных песен альбома Wisconsin Death Trip.

## Клип
Видеоклип для песни «Push It» был снят режиссёром Миком Олсзюским. Процесс съёмок и сам клип были показаны в первом документальном видео группы, которое называется Where the Hell Are We and What Day Is It... This Is Static-X.

## Саундтреки
Песня «Push It» была включена в список саундтреков Street Skater 2 и Duke Nukem: Land of the Babes, также звучит в игре Rock Band на Xbox 360 и PlayStation 3. Кроме того, данный трек прозвучал в кинофильмах Крутящий момент и Рука-убийца.

## Сингл
| №  | Название  | Длительность |
| -- | --------- | ------------ |
| 1. | «Push It» | 2:34         |

### Макси сингл
| №                   | Название                                        | Длительность |
| ------------------- | ----------------------------------------------- | ------------ |
| 1.                  | «Push It»                                       | 2:34         |
| 2.                  | «Bled for Days (Live)»                          | 4:03         |
| 3.                  | «Push It «(Jb’s Death Trance Mix)»              | 3:32         |
| 4.                  | «Down»                                          | 3:14         |
| 5.                  | «Push It «(Mephisto Odyssey Crucified Dub Mix)» | 6:09         |
| Общая длительность: | Общая длительность:                             | 19:24        |

## Позиция в чартах
| Чарт (1999/2000)                          | Наивысшая позиция |
| ----------------------------------------- | ----------------- |
| U.S. Billboard Hot 100 Singles Sales      | 57                |
| U.S. Billboard Hot Mainstream Rock Tracks | 20                |
| U.S. Billboard Hot Modern Rock Tracks     | 36                |
| U.S. Billboard Hot Dance Singles Sales    | 5                 |